# 公立病院前駅
公立病院前駅（こうりつびょういんまええき）は、熊本県球磨郡多良木町大字多良木にあるくま川鉄道湯前線の駅。駅番号は10。
駅名の由来となった球磨郡公立多良木病院は、当駅より南東へ約400メートルに位置する。

## 歴史
- 1989年（平成元年）10月1日：九州旅客鉄道（JR九州）湯前線のくま川鉄道への転換に併せて開業[1][2]。

## 駅構造

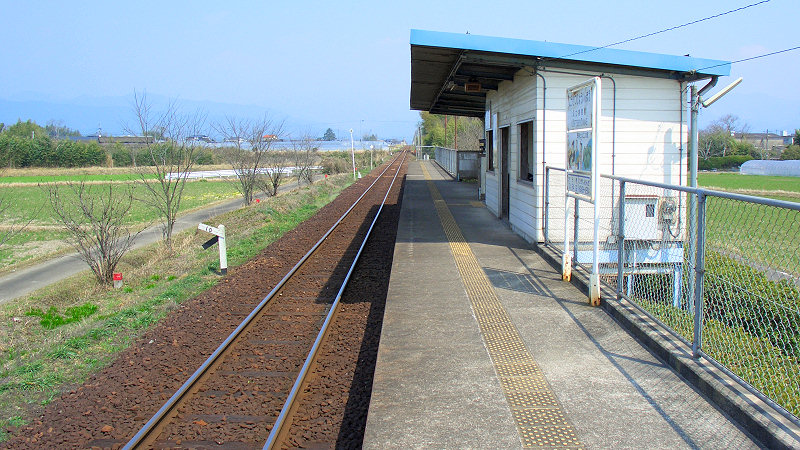
ホーム

単式1面1線で4両が停車できる短いホームを持つ地上駅。無人駅で簡易駅舎と待合室があり、公衆電話がホーム上にある。トイレは設置されていない。

## 利用状況
1日の平均乗降人員は以下の通りである。
| 1日乗降人員推移 | 1日乗降人員推移 |
| 年度            | 1日平均人数     |
| --------------- | --------------- |
| 2011年          | 8               |
| 2012年          | 11              |
| 2013年          | 15              |
| 2014年          | 15              |
| 2015年          | 18              |
| 2016年          | 18              |
| 2017年          | 35              |
| 2018年          | 19              |

## 駅周辺
周辺は田園地帯で近くには古多良木の集落があるほか、商店なども点在している。
- 球磨郡公立多良木病院
- 国道219号
- 上球磨消防組合上球磨消防署
- 横馬場簡易郵便局
- 多良木警察署

## 隣の駅
くま川鉄道
■湯前線
東免田駅（9） - 公立病院前駅（10） - 多良木駅（11）